# Arida
|  | Aquest article tracta sobre la ciutat del Japó. Si cerqueu l'esposa d'Issacar, fill del patriarca Jacob, vegeu «llista de personatges bíblics#Arida». |

Arida Arida-shi (有田市) és una ciutat del Japó a la prefectura de Wakayama, Japó. El 2008, la ciutat tenia una població estimada de 30.787 en una àrea total de 36,91 km². La ciutat va ser fundada l'1 de maig de 1956, quan els veïns dels quatre pobles, Minoshima, Miyazaki, Yasuda i Miahara, es van unir per formar una sola ciutat. Les principals indústries d'àrida i els seus voltants són la refinació de petroli i la pesca. A més, àrida és famosa per ser un dels majors productors de mikan o mandarines japoneses la prefectura de Wakayama.